# ATP Tour

O ATP Tour (desde janeiro de 2009 até dezembro de 2018 conhecido como ATP World Tour) é um torneio mundial de tênis de primeira linha para homens organizado pela Association of Tennis Professionals. O tour de segundo nível é o ATP Challenger Tour e o de terceiro nível é o ITF Men's World Tennis Tour. O circuito feminino equivalente é o WTA Tour.

## Torneios do ATP Tour
O ATP Tour compreende ATP Masters 1000, ATP 500 e o ATP 250. Os torneios do Grand Slam, a Copa Davis e o Torneio Olímpico de Tênis são da Federação Internacional de Tênis. Nesses eventos, com exceção da Davis e das Olimpíadas, são atribuídos pontos nos rankings masculinos. Jogadores e times de duplas com mais pontos de classificação (coletados durante o ano civil) jogam o ATP Finals, que, de 2000 a 2008, foi gerido em conjunto com a ITF. 
Durante a temporada de 2017, a ATP em parceria com a Federação Italiana de Tênis (FIT) e com o Comitê Olímpico Italiano, anunciaram o torneio "ATP NEXT GENERATION" OU "ATP NEXT GEN", direcionado aos sete melhores jogadores do ano e um qualificatório para atletas com menos de 21 anos de idade. Semelhante ao ATP Finals que é jogado em round robin, mas com a diferença, que o set é disputado em 4 games e a final em melhor de 5 sets, o torneio além de ser vitrine para novos atletas recebe destaque por receber testes de novas regras para possíveis mudanças na temporada seguinte.
Os detalhes do circuito de tênis profissional são:
| Categoria        | Torneios | Pontos no ranking aos vencedores | Premiação média       | Órgão regulador |
| ---------------- | -------- | -------------------------------- | --------------------- | --------------- |
| Grand Slam       | 4        | 2.000                            | US$ 24.266.872        | ITF             |
| ATP Finals       | 1        | 1.100–1.500                      | US$ 7.250.000         | ATP             |
| ATP Masters 1000 | 9        | 1.000                            | US$ 5.007.832         | ATP             |
| ATP 500          | 13       | 500                              | US$ 1.803.832         | ATP             |
| ATP 250          | 39       | 250                              | US$ 615.151           | ATP             |
| NEXT GENERATION  | 1        | 0                                | US$ 2.000.000         | ATP             |
|                  |          |                                  |                       |                 |
| Copa Davis       | 1        | 0                                | US$ 15.300.000 (2021) | ITF             |
| Olimpíadas       | 1        | 0                                | 0                     | IOC/ITF         |

## Ranking da ATP
A ATP publica rankings semanais de jogadores profissionais.